# Призивање зла: Ђаво ме је натерао
Призивање зла: Ђаво ме је натерао (енгл. The Conjuring: The Devil Made Me Do It) је амерички натприродни хорор филм из 2021. године редитеља Мајкла Чавеса, са сценаријом Дејвида Леслија Џонсон-Макголдрика из приче Џонсон-Магодрика и Џејмса Вана. Представља наставак филмова Призивање зла (2013) и Призивање зла 2 (2016), и осми део Универзума Призивања зла. Вира Фармига и Патрик Вилсон понављају своје улоге као истражитељи паранормалног и аутори Ед и Лорејн Ворен, док такође глуме Руаири О'Конор, Сара Кетрин Хук и Јулијан Хилијард. Вон и Питер Сафран вратили су се као продуценти филма, који је заснован на суђењу Арнија Чејена Џонсона, суђење за убиство које се одиграло 1981. године у Конектикату.
Иницијални развој за трећи филм Призивање зла започео је 2016. године, мада је Ван изјавио да неће режирати други филм из серије због сукоба распореда са другим пројектима. Сафран је потврдио да следећи филм неће бити филм о уклетој кући. До јуна 2017. године, званично је објављено да је трећи филм у развоју, с тим што је Дејвид Лесли Џонсон ангажован да напише сценарио. Мајкл Чавес најављен је за редитеља филма, након што је претходно режирао филм Проклетство ожалошћене жене (2019). Снимање се одвијало у лето 2019 године у Џорџији.
Првобитно предвиђен за издање у септембру 2020. године, филм је одложен због пандемије ковида 19. Филм Призивање зла: Ђаво ме је натерао издат је 4. јуна 2021. године од стране Warner Bros. Pictures-а и New Line Cinema-е, док је истовремено издат првих месец дана на стриминг услузи HBO Max. Филм је издат 3. јуна 2021. године у Србији од стране Blitz-а. Филм је добио мешовите критике критичара, који су похвалили наступе Вилсона и Фармиге, али су га оценили као слабији у односу на претходне филмове Призивање зла.

## Радња
Године 1981, демонолози Ед и Лорејн Ворен документују егзорцизам осмогодишњег Дејвида Глацела, коме су присуствовали његова породица, његова сестра Деби, њен дечко Арни Џонсон и отац Гордон у Брукфилду. Очајан да спаси дечака, Арни позива демона да уместо њега уђе у његово тело. Ед је сведок како се демон транспортује од Дејвидовог тела до Арнијевог, док пати од срчаног удара који је изазвао демон. 
Ед се буди у болници и открива да је био сведок како је демон ушао у Арнијево тело. Арни је на крају убио свог станодавца Бруна Солса избовши га 22 пута под дејством демона. Уз подршку Воренових, његов случај постаје прво америчко суђење за убиство које је као одбрану окривило демонско поседовање, што је резултирало истрагом Дејвидовог првобитног поседовања ради прикупљања доказа. Воренови откривају да је Дејвид проклет кроз вештичји тотем, а проклетство је сада пренесено на Арнија; демона је сазвао поклоник Сатане уместо да га поседује по својој вољи. Упознају се са Кастнером, бившим свештеником који се претходно бавио култом Следбеници Овна. Објашњава да је окултиста напустио тотем бацајући проклетство на породицу да опседнуту особу искористи као људску жртву.
Воренови путују у Данверс како би истражили смрт Кејти Линколн, која је такође ножем избодена 22 пута. Детективи су пронашли сличан вештичји тотем у кући Кејтине пријатељице Џесике, која се води као нестала. Лорејн кроз визију открива да је Џесика ножем избола Кејти под демонским поседом пре него што је пала са литице што је довело до смрти, што омогућава детективима да поврате њено тело. У визији додиривања Џесикиног леша, она је сведок окултисткиње која покушава да утиче на Арнија да се убије, али је зауставља. Лорејн упозорава Еда да окултисткиња сада зна ко су они.
Ед је под утицајем да готово прободе Лорејн, али зауставља их њихов помоћник Дру. У њиховој кући проналазе исти вештичји тотем, који је окултисткиња оставила да их прокуне. Дру из књиге стрегерског вештичарења, коју је пронашао из Кастнерових ствари, сазнаје да олтар на коме је окултисткиња позвала демона мора бити уништен да би се проклетство могло срушити. Лорејн се враћа Кастнеру по помоћ. Кастнер уморно открива да је имао ћерку по имену Ајла кршећи захтев свештенског целибата у Католичкој цркви. Током његовог истраживања култа Следбеници Овна, Ајлина фасцинација његовим радом прерасла је у опсесију, што је довело до тога да је постала сатанисткиња: окултисткиња одговорна за проклетство је Кастнерова сопствена ћерка, коју је од Еда и Лорејн сакрио да би је заштитио.
Ајлином проклетству требају три жртве: прва је била Џесика, друга Арни и трећа Ед. Како Ајла стиже, Кастнер омогућава Лорејн приступ тунелима испод куће, где проналази Ајлин олтар. Ајла убија оца и Еда опседа. Арни је истовремено опседнут, близу самоубиства. Ед покушава да убије Лорејн, али она га моли да се сети њихове љубави. Враћа се свести и руши олтар, разбијајући клетву и спасавајући Арнија. Ослобођен Ајлиног утицаја, демон убија Ајлу, проклињући јој душу након што није успела да доврши проклетство.
На крају, чаша са олтара додата је у Едову и Лорејнину собу предмета, заједно са сликом Валака и лутком Анабел. Арни је осуђен за нехотично убиство и служи пет година затвора.

## Улоге
| Глумац           | Улога             |
| ---------------- | ----------------- |
| Вира Фармига     | Лорејн Ворен      |
| Патрик Вилсон    | Ед Ворен          |
| Руаири О'Конор   | Арни Чејен Џонсон |
| Сара Кетрин Хук  | Деби Глацел       |
| Јулијан Хилијард | Дејвид Глацел     |
| Џон Нобл         | отац Кастнер      |
| Ежени Бонидиран  | окултисткиња      |
| Шенон Хук        | Дру Томас         |
| Рони Џин Блевинс | Бруно Солс        |
| Кит Артур Болден | наредник Клеј     |
| Стив Колтер      | отац Гордон       |